# 新潟県立燕高等学校
新潟県立燕高等学校（にいがたけんりつつばめこうとうがっこう）とは、新潟県燕市灰方にある県立高等学校。通称は燕高 (えんこう) 。

## 沿革
- 2005年4月 - 新潟県立燕中等教育学校開校。同後期課程に先行して高等学校に国際科学科を設置。
- 2008年4月 - 新潟県立燕高等学校としての募集を停止。
- 2010年4月 - 中等教育学校へ完全移行

## 交通
- JR東日本弥彦線燕駅下車、新潟交通西バス燕高校前停留所より徒歩2分

## 学校行事
- 4月 - 入学式
- 5月 - 中間考査
- 6月 - 体育祭（飛燕祭（ひえんさい））
- 7月 - 期末考査
- 10月 - 中間考査、文化祭（秋燕祭（しゅうえんさい））
- 12月 - 期末考査
- 1月 - 1・2年中間考査、3年学年末考査
- 3月 - 1・2年学年末考査、卒業式

## 部活動
- ラグビー部
- 空手部
- 剣道部
- 男子バレーボール部
- バドミントン部
- 卓球部
- 吹奏楽部
- 美術部
- 茶道部
- 生物部